# آتش‌سهره سینه‌نواری
آتش‌سهره سینه‌نواری (نام علمی: Lagonosticta rufopicta) گونه‌ای رایج از سهرگان ریز است که در غرب و مرکز آفریقا یافت می‌شود. گسترهٔ جهانی وقوع آن ۲۹۰۰۰۰۰ کیلومتر مربع برآورد شده است.